# Aigle de Pinsker
Nisaetus pinskeri
Espèce
Statut de conservation UICN

 EN A2cd+3cd+4cd : En danger
Statut CITES
L'Aigle de Pinsker (Nisaetus pinskeri) est une espèce d'oiseaux de la famille des Accipitridae. Elle était et est parfois encore considérée comme une sous-espèce de l'Aigle des Philippines (N. philippensis).